# جورج واشنطن بوكنر
جورج واشنطن بوكنر (بالإنجليزية: George Washington Buckner)‏ هو دبلوماسي أمريكي، ولد في 1 ديسمبر 1855 في غرينسبورج في الولايات المتحدة، وتوفي في 17 فبراير 1943 في إيفانسفيل في الولايات المتحدة.